# هاینریش پنجم
هاینریش پنجم(به آلمانی: Heinrich V)(زادهٔ ۱۱ اوت ۱۰۸۶- مرگ ۲۳ مهٔ ۱۱۲۵) از ۱۰۹۹ میلادی پادشاه آلمان و ۱۱۱۱ میلادی امپراتور مقدس روم بود. وی چهارمین و واپسین پادشاه از دودمان زالی بود.
دوره امپراتوری او بیشتر به کلنجار و رقابت با دستگاه پاپ و لشکرکشی به ایتالیا گذشت.

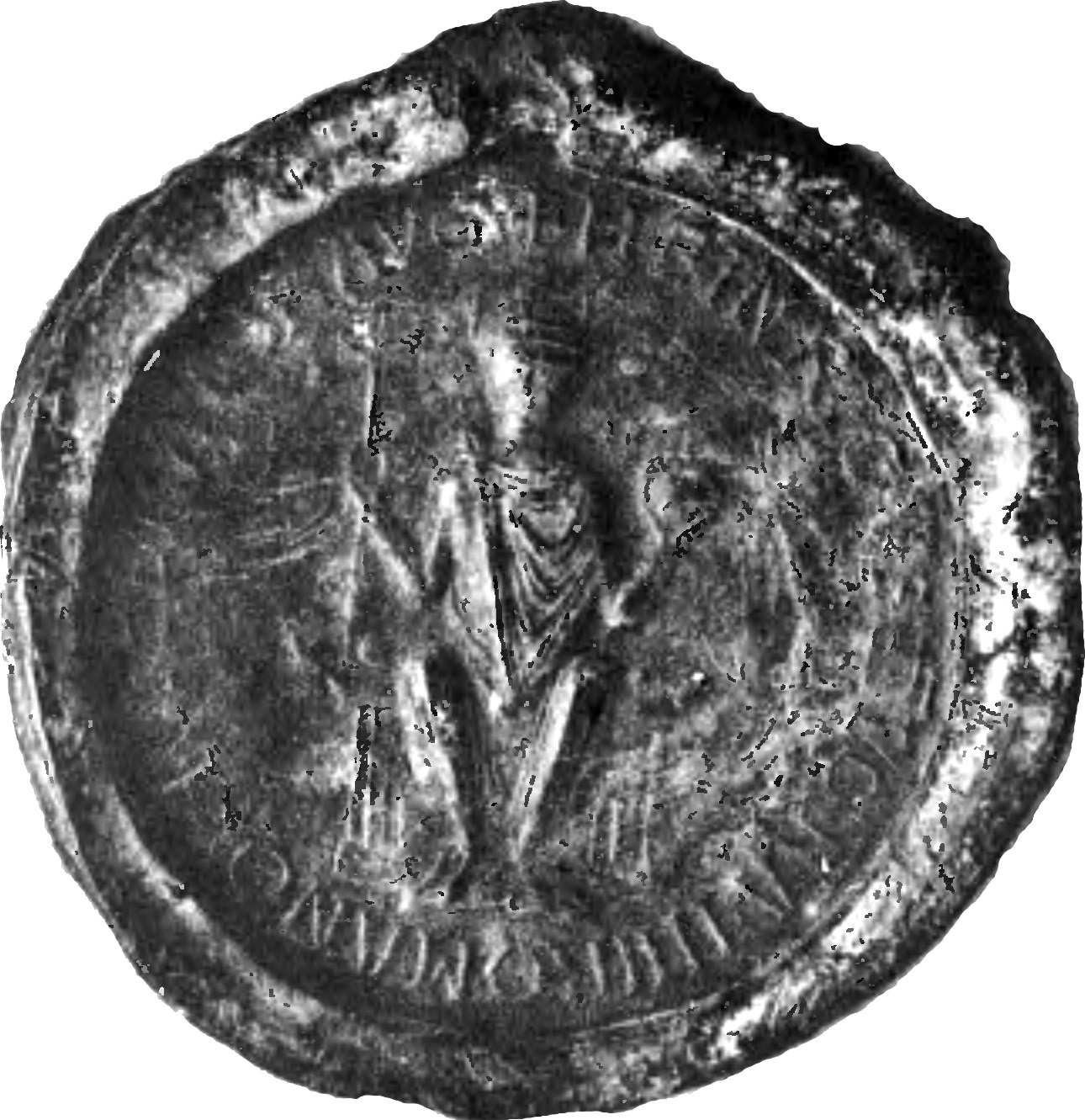
مُهر هاینریش پنجم